# 천무이
천무이(중국어: 陳慕義, 병음: Chén Mùyì, 한자음: 진모의, 1956년 9월 29일 ~ )는 중화민국의 배우이다.
타이베이시에서 태어났다.

## 방송
- 월촌환영니
- 춘매
- 친애적, 아애상별인요

## 영화
- 춘매 (2015년)
- 친애적, 아애상별인요 (2013년)
- 안녕하세요, 아버지? (2009년)
- 하이자오 7번지 (2008년)
- 신선자 (2007년)
- 흑구래료 (2003년)
- 더블 비전 (2002년)